# 1901
| [ Edytuj tabelę ]              | |
| Król Polski (tytularny)        | - 1894 Mikołaj II Romanow 1917 |
| Król Afganistanu               | - 1901 Habibullah Chan 1919 |
| Emir Afganistanu               | - 1880 Abdur Rahman Chan 1901 |
| Współksiążęta Andory           | - 1879 Salvador Casañas i Pagès 1901 - 1901 Ramon Riu i Cabanes 1901 - 1899 Émile François Loubet 1906                                |
| Prezydent Argentyny            | - 1898 gen. Julio Argentino Roca 1904                                                                                                 |
| Premier Australii              | - 1901 Edmund Barton 1903 |
| Cesarz Austrii                 | - 1848 Franciszek Józef I 1916 |
| Król Bawarii                   | - 1886 Otto 1913 |
| Król Belgów                    | - 1865 Leopold II 1909 |
| Premier Belgii                 | - 1899 Paul de Smet de Naeyer 1907 |
| Prezydent Boliwii              | - 1899 Manuel Pando 1904 |
| Prezydent Brazylii             | - 1898 Manuel Ferraz de Campos Sales 1902                                                                                             |
| Sułtan Brunei                  | - 1885 Hashim Jalilul Alam Aqamaddin 1906                                                                                             |
| Car Bułgarii                   | - 1887 Ferdynand I Koburg 1918 |
| Premier Bułgarii               | - 1899 Todor Iwanczow 1901 - 1901 Raczo Petrow 1901 - 1901 Petko Karawełow 1902                                                       |
| Prezydent Chile                | - 1896 Federico Errazuriz Echaurren 1901 - 1901 Anibal Zanartu 1901 - 1901 Germán Riesco 1906                                         |
| Cesarz Chin                    | - 1875 Guangxu 1908 |
| Premier Czarnogóry             | - 1879 Božo Petrović-Njegoš 1905 |
| Król Czech                     | - 1848 Franciszek Józef I 1916 |
| Król Danii                     | - 1863 Chrystian IX 1906 |
| Premier Danii                  | - 1900 Hannibal Sehested 1901 - 1901 Johan Henrik Deuntzer 1905                                                                       |
| Dalajlama                      | - 1878 Thubten Gjaco 1933 |
| Prezydent Dominikany           | - 1899 Juan Isidro Jimenes Pereyra 1902                                                                                               |
| Władca Egiptu                  | - 1892 Abbas II Hilmi 1914 |
| Premier Egiptu                 | - 1895 Mustafa Fahmi Pasza 1908 |
| Prezydent Ekwadoru             | - 1895 Eloy Alfaro 1901 - 1901 Leónidas Plaza 1905                                                                                    |
| Cesarz Etiopii                 | - 1889 Menelik II 1913 |
| Prezydent Filipin              | - 1899 Emilio Aguinaldo 1901 |
| Prezydent Francji              | - 1899 Émile François Loubet 1906 |
| Premier Francji                | - 1899 Pierre-Marie-René Waldeck-Rousseau 1902                                                                                        |
| Król Grecji                    | - 1863 Jerzy I 1913 |
| Prezydent Gwatemali            | - 1898 Manuel Estrada Cabrera 1920 |
| Prezydent Haiti                | - 1896 Tirésias Simon Sam 1902 |
| Król Hiszpanii                 | - 1886 Alfons XIII 1931 |
| Premier Hiszpanii              | - 1900 Marcelo Azcárraga 1901 - 1901 Práxedes Mateo Sagasta 1902                                                                      |
| Król Holandii                  | - 1890 Wilhelmina 1948 |
| Premier Holandii               | - 1897 Nicolaas Pierson 1901 - 1901 Abraham Kuyper 1905                                                                               |
| Prezydent Hondurasu            | - 1899 Terencio Esteban Sierra Romero 1903                                                                                            |
| Szach Iranu                    | - 1896 Mozaffar ad-Din 1907 |
| Władca Indii                   | - 1877 Wiktoria Hanowerska 1901 - 1901 Edward VII 1910                                                                                |
| Król Irlandii                  | - 1837 Wiktoria Hanowerska 1901 - 1901 Edward VII 1910                                                                                |
| Cesarz Japonii                 | - 1867 Mutsuhito 1912 |
| Premier Japonii                | - 1900 Hirobumi Itō 1901 - 1901 Tarō Katsura 1906                                                                                     |
| Kalif                          | - 1876 Abdülhamid II 1909 |
| Premier Kanady                 | - 1896 Wilfrid Laurier 1911 |
| Emir Kataru                    | - 1878 Kasim ibn Muhammad Al Sani 1913                                                                                                |
| Prezydent Kolumbii             | - 1900 José Manuel Marroquín 1904 |
| Patriarcha Konstantynopola     | - 1897 Konstantyn V 1901 - 1901 Joachim III 1912                                                                                      |
| Władca Korei                   | - 1863 Kojong 1907 |
| Prezydent Kostaryki            | - 1894 Rafael Yglesias Castro 1902 |
| Prezydent Liberii              | - 1900 Garretson Gibson 1904 |
| Książę Liechtensteinu          | - 1858 Jan II Dobry 1929 |
| Wielki książę Luksemburga      | - 1890 Adolf 1905 |
| Premier Luksemburga            | - 1888 Paul Eyschen 1915 |
| Sułtan Maroka                  | - 1894 Abd al-Aziz IV 1908 |
| Prezydent Meksyku              | - 1884 Porfirio Díaz 1911 |
| Książę Monako                  | - 1889 Albert I 1922 |
| Król Nepalu                    | - 1881 Prithvi 1911 |
| Premier Nepalu                 | - 1885 Bir Shumsher Jang Bahadur Rana 1901 - 1901 Dev Shumsher Jang Bahadur Rana 1901 - 1901 Chandra Shumsher Jang Bahadur Rana 1929  |
| Cesarz Niemiec                 | - 1888 Wilhelm II Hohenzollern 1918                                                                                                   |
| Kanclerz Niemiec               | - 1900 Bernhard von Bülow 1909 |
| Prezydent Nikaragui            | - 1893 José Santos Zelaya 1909 |
| Król Norwegii                  | - 1872 Oskar II 1905 |
| Premier Nowej Zelandii         | - 1893 Richard Seddon 1906 |
| Sułtan Omanu                   | - 1888 Fajsal ibn Turki 1913 |
| Papież                         | - 1878 Leon XIII 1903 |
| Prezydent Paragwaju            | - 1898 Emilio Aceval 1902 |
| Prezydent Peru                 | - 1899 Eduardo López de Romaña 1903                                                                                                   |
| Król Portugalii                | - 1889 Karol 1908 |
| Premier Portugalii             | - 1900 Ernesto Hintze Ribeiro 1904 |
| Król Prus                      | - 1888 Wilhelm II 1918 |
| Car Rosji                      | - 1894 Mikołaj II 1917 |
| Król Rumunii                   | - 1881 Karol I 1914 |
| Premier Rumunii                | - 1900 Petre P. Carp 1901 - 1901 Dimitrie Sturdza 1904                                                                                |
| Król Saksonii                  | - 1873 Albert I Wettyn 1902 |
| Prezydent Salwadoru            | - 1898 Tomás Regalado 1903 |
| Kapitanowie regenci San Marino | - 1900 Giovanni Bonelli Pietro Ugolini 1901 - 1901 Luigi Tonnini Marino Nicolini 1901 - 1901 Antonio Belluzzi Pasquale Busignani 1902 |
| Król Serbii                    | - 1889 Aleksander Obrenowić 1903 |
| Prezydent Szwajcarii           | - 1901 Ernst Brenner 1901 |
| Król Szwecji                   | - 1872 Oskar II 1907 |
| Premier Szwecji                | - 1900 Fredrik von Otter 1902 |
| Król Tajlandii                 | - 1868 Chulalongkorn 1910 |
| Król Tonga                     | - 1893 Jerzy Tupou II 1918 |
| Premier Tonga                  | - 1893 Siosateki Veikune 1905 |
| Sułtan Turków                  | - 1876 Abdülhamid II 1909 |
| Prezydent Urugwaju             | - 1899 Juan Lindolfo Cuestas 1903 |
| Prezydent USA                  | - 1897 William McKinley 1901 - 1901 Theodore Roosevelt 1909                                                                           |
| Prezydent Wenezueli            | - 1899 Cipriano Castro 1908 |
| Król Węgier                    | - 1848 Franciszek Józef I 1916 |
| Premier Węgier                 | - 1899 Kálmán Széll 1903 |
| Monarcha Wielkiej Brytanii     | - 1837 Wiktoria 1901 - 1901 Edward VII 1910                                                                                           |
| Premier Wielkiej Brytanii      | - 1895 Robert Gascoyne-Cecil 1902 |
| Król Włoch                     | - 1900 Wiktor Emanuel III 1946 |

Rok 1901 / MCMI
stulecia: XIX wiek ~
XX wiek ~
XXI wiek

dziesięciolecia:
1870–1879 •
1880–1889 •
1890–1899 •
1900–1909
• 1910–1919
• 1920–1929
• 1930–1939

lata: 1891 «
1896 «
1897 «
1898 «
1899 «
1900 «
1901
» 1902
» 1903
» 1904
» 1905
» 1906
» 1911

## Wydarzenia w Polsce
- 4 stycznia – otwarto fragment Kolei Jabłonowskiej od stacji Warszawa Most do Wawra[1].
- 14 lutego – uruchomiono wodociągi miejskie w Krakowie oraz w Częstochowie.
- 16 marca:
  - w Krakowie w Teatrze Starym odbyła się premiera Wesela Wyspiańskiego.
  - w Krakowie uruchomiono pierwszą zelektryfikowaną linię tramwajową.
- Kwiecień, maj – wybuchł strajk szkolny polskich dzieci we Wrześni przeciwko wprowadzeniu języka niemieckiego do nauki religii. Opornych uczniów karano aresztem, zastosowano karę chłosty 2, 13 i 20 maja. 20 maja doszło do zamieszek pod budynkiem szkolnym.
- 28 maja – rozpoczęcie budowy kościoła w Ciężkowicach.
- 12 czerwca – rząd austriacki przyjął ustawę o budowie kanału łączącego Wisłę, Dunaj i Dniestr.
- 19 sierpnia – zamontowano i poświęcono krzyż na Giewoncie.
- 21 września – nadanie praw miejskich prężnie rozwijającej się ponad 670-letniej wsi Jaworzno, przez cesarza Franciszka Józefa I.
- 28 września – otwarto (Stary) Teatr Wielki w Łodzi.
- 8 października – Sopot otrzymał prawa miejskie.
- 12 października – wmurowano kamień węgielny pod budowę kościoła Najświętszego Zbawiciela w Warszawie.
- 27 października – w Katowicach odbył się recital I.J. Paderewskiego.
- Listopad – ukazał się w krakowskim „Czasie” protest Henryka Sienkiewicza przeciwko prześladowaniu przez władze pruskie polskich dzieci we Wrześni. Odezwę zamieściły prawie wszystkie polskie dzienniki i wiele zagranicznych.
- 5 listopada – otwarto Filharmonię w Warszawie.
- 19 listopada – Warszawa: hotel Bristol przyjął pierwszego gościa.
- 6 grudnia – otwarto Cmentarz Centralny w Szczecinie.
- Grudzień – otwarto w Krakowie Przytulisko uczestników powstania polskiego w latach 1863/64. Mieściło się ono przy ul. Biskupiej i gromadziło 22 żyjących jeszcze w mieście weteranów.
- Wprowadzono nowy „Statut gminny dla Stołecznego Królewskiego Miasta Krakowa”.
- W ramach przebudowy Wrocławskiego Węzła Kolejowego oddano do użytku estakadę od dworca Wroclaw Główny w kierunku zachodnim[2].

## Wydarzenia na świecie
- 1 stycznia:
  - powstanie Związku Australijskiego.
  - Nigeria stała się protektoratem brytyjskim.
  - francuski zespół rugby rozegrał pierwszy próbny mecz z zespołem z Nowej Zelandii – All Blacks.
- 5 stycznia – bakterie duru brzusznego, które wydostały się z więzienia w Seattle, zapoczątkowały pierwszą z dwóch epidemii w USA w ciągu roku.
- 7 stycznia – w USA Alfred Packer został zwolniony z więzienia, w którym przebywał 18 lat skazany za kanibalizm.
- 10 stycznia – pierwsze duże złoża ropy naftowej zostały odkryte w Beaumont w Teksasie. Dzień ten jest uważany za narodziny przemysłu naftowego w USA.
- 22 stycznia – po prawie 64 latach panowania – zmarła w wieku 81 lat królowa Wiktoria. Jej najstarszy syn Edward VII został królem Zjednoczonego Królestwa Wielkiej Brytanii i Irlandii i dominiów brytyjskich.
- 28 stycznia – baseballowa American League ogłosiła się Główną Ligą Baseballową w USA.
- 31 stycznia – we Francji zakazano stosowania kar cielesnych w armii i marynarce wojennej.
- 2 lutego – odbył się pogrzeb królowej brytyjskiej Wiktorii Hanowerskiej.
- 7 lutego – królowa Holandii Wilhelmina wyszła za mąż za księcia Henryka Meklemburskiego.
- 15 lutego – założono peruwiański klub piłkarski Alianza Lima.
- 20 lutego:
  - po raz pierwszy obradowała legislatura terytoriów Hawai.
  - włoski astronom Luigi Carnera odkrył planetoidę Argentina.
- 21 lutego:
  - Albert Einstein otrzymał obywatelstwo szwajcarskie.
  - Kuba proklamowała niepodległość.
- 25 lutego – J.P. Morgan, amerykański finansista wciela do swego imperium „United States Steel Corporation”, największą korporację produkującą stal w USA.
- 1 marca:
  - utworzono Armię Australijską.
  - w Niemczech uruchomiono Wuppertaler Schwebebahn, pierwszą w świecie linię kolei podwieszanej.
- 2 marca – Kongres Stanów Zjednoczonych uchwalił prawo (Platt amendment), limitujące autonomię Kuby, jako warunek wycofania z jej terytorium wojsk amerykańskich.
- 4 marca – w USA prezydent William McKinley rozpoczął drugą kadencję swych rządów.
- 6 marca – w Bremie doszło do nieudanej próby zamachu na Wilhelma II Hohenzollerna, cesarza niemieckiego i króla Prus.
- 17 marca – wystawa 71 obrazów Vincenta van Gogha w Paryżu, 11 lat po śmierci malarza, wywołała sensację.
- 21 marca:
  - zwodowano RRS „Discovery”, ostatni drewniany trójmasztowiec zbudowany na Wyspach Brytyjskich.
  - w Hawanie uruchomiono pierwszą linię tramwaju elektrycznego.
- 29 marca – w Australii odbyły się pierwsze wybory parlamentarne.
- 31 marca:
  - w Zjednoczonym Królestwie Wielkiej Brytanii i Irlandii odbył się spis ludności.
  - w Pradze odbyła się premiera opery Rusałka Antonína Dvořáka.
- 6 kwietnia – w niemieckiej Jenie wyjechały na trasę pierwsze tramwaje elektryczne.
- 7 kwietnia – uruchomiono pierwszą linię tramwajową na Teneryfie.
- 23 kwietnia – została odkryta kometa jednopojawieniowa C/1901 G1.
- 25 kwietnia – stan Nowy Jork, jako pierwszy w USA, wprowadza obowiązkowe tablice rejestracyjne na samochodach.
- 27 kwietnia – rozpoczął się pierwszy wyścig samochodowy dookoła Włoch.
- 29 kwietnia – w Paryżu odbyła się premiera opery Huragan Alfreda Bruneau z librettem Émile’a Zoli.
- 1 maja – na ulice Morawskiej Ostrawy wyjechały pierwsze tramwaje elektryczne.
- 3 maja – wielki pożar na Florydzie w Jacksonville, zginęło 7 osób, zostało zniszczonych ponad 2368 budynków, około 10 tys. mieszkańców miasta straciło dach nad głową.
- 5 maja – oficjalnie zakończyła się wojna o Jukatan, prowadzona od 1847 pomiędzy Majami a oddziałami reprezentującymi ludność napływową z Europy (Yucatecos).
- 6 maja – w Dreźnie uruchomiono najstarszą na świecie kolej podwieszaną.
- 9 maja – w Melbourne odbyło się inauguracyjne posiedzenie parlamentu Australii.
- 10 maja – Kinmochi Saionji został premierem Japonii.
- 13 maja – w Hartland w kanadyjskim Nowym Brunszwiku zakończono budowę najdłuższego na świecie mostu krytego (391 m).
- 14 maja – aresztowany od 15 miesięcy i symulujący chorobę psychiczną Józef Piłsudski zbiegł dzięki pomocy polskiego lekarza ze szpitala św. Mikołaja Cudotwórcy w Petersburgu, dokąd przewieziono go z Warszawy na szczegółowe badania.
- 16 maja – w Montevideo Urugwaj przegrał z Argentyną 2:3, w pierwszym w historii obu reprezentacji oficjalnym meczu międzypaństwowym.
- 17 maja:
  - doszło do załamania na Nowojorskiej Giełdzie Papierów Wartościowych (6 najgorsze w historii załamanie na rynku papierów wartościowych).
  - całkowite zaćmienie Słońca widoczne na Oceanie Indyjskim.
- 23 maja – prokurator generalny w Paryżu otrzymał anonimowy list, w którym informowano o więzionej od 25 lat przez matkę w domu w Poitiers 52-letniej Blanche Monnier.
- 25 maja – został założony River Plate, argentyński klub piłkarski.
- 27 maja – w New Jersey powstała pierwsza wytwórnia wymienialnych baterii (Edison Storage Battery Company), założona przez Thomasa Edisona.
- 29 maja – w Dreźnie odbyła się premiera opery Manru, jedynej w dorobku Ignacego Jana Paderewskiego.
- 31 maja – początek budowy Kolei Transsyberyjskiej.
- 2 czerwca:
  - Tarō Katsura został premierem Japonii.
  - w Nowym Jorku aresztowano Benjamina Adamsa za granie w golfa w niedzielę.
- 4 czerwca – zwodowano francuski krążownik pancerny „Sully”.
- 7 czerwca – niemiecki astronom Max Wolf odkrył planetoidę (471) Papagena.
- 11 czerwca – Nowa Zelandia zaanektowała Wyspy Cooka.
- 12 czerwca – Kuba stała się protektoratem Stanów Zjednoczonych.
- 24 czerwca – w Paryżu otwarto pierwszą wystawę prac Pabla Picassa.
- 4 lipca – w miejscowości Hartland w prowincji Nowy Brunszwik w Kanadzie na rzece św. Jana (St. John River) został otwarty najdłuższy obudowany most na świecie (390 m).
- Lipiec – w Berlinie odbyły się 1. mistrzostwa świata w kolarstwie szosowym (6 zwycięstw Duńczyka Thorvalda Ellegaarda).
- 24 lipca – O. Henry, właściwie William Sydney Porter, wyszedł na wolność z więzienia w Columbus w stanie Ohio, gdzie spędził trzy lata za malwersacje finansowe.
- 5 sierpnia – w Dublinie Peter O’Connor, irlandzki lekkoatleta specjalizujący się w skoku w dal i trójskoku, skoczył na odległość 7,61 m, ustanawiając rekord świata, który przetrwał aż 20 lat.
- 7 sierpnia – na ulice Mostu i sąsiedniego Litvínova wyjechały pierwsze tramwaje elektryczne.
- 14 sierpnia – Bridgeport: domniemany pierwszy udany lot samolotem odbyty przez urodzonego w Niemczech Amerykanina Gustave’a Whiteheada na maszynie No. 21.
- 21 sierpnia – w Detroit w stanie Michigan została założona wytwórnia samochodów osobowych „Cadillac Motor Company”, kompania została zreformowana 22 sierpnia 1902 roku i zmieniła nazwę na „Cadillac Automobile Company”.
- 2 września – wiceprezydent Theodore Roosevelt w swoim przemówieniu na jarmarku stanowym w Minnesocie użył sławnego zwrotu: „Mów delikatnie i trzymaj duży kij” (Speak softly and carry a big stick).
- 5 września – powstała „Mniejsza Liga Baseballowa” (Minor League Baseball) w Chicago.
- 6 września:
  - uruchomiono komunikację tramwajową w słoweńskiej Lublanie.
  - zamach na prezydenta USA. William McKinley został zastrzelony przez anarchistę polskiego pochodzenia Leona Czolgosza.
- 7 września – po upadku powstania bokserów w Chinach podpisano protokół końcowy, nakładający na ten kraj kontrybucje wojenne i wiele ograniczeń.
- 14 września:
  - Theodore Roosevelt został prezydentem Stanów Zjednoczonych.
  - chiński mistrz sztuki wojennej, Huo Yuanjia(inne języki), pokonał czterech przeciwników, którzy wyzwali go na pojedynek, po jednym z Francji, Anglii, Rosji i Japonii.
- 30 września – Brytyjczyk Hubert Cecil Booth opatentował stacjonarny odkurzacz elektryczny, w 1907 został skonstruowany w USA pierwszy przenośny odkurzacz elektryczny.
- 2 października – marynarka wojenna Wielkiej Brytanii została wyposażona w pierwszy okręt podwodny.
- 4 października – amerykański jacht „Columbia” pokonał irlandzki jacht „Shamrock” w regatach o Puchar Ameryki.
- 12 października – amerykański prezydent Theodore Roosevelt oficjalnie ustalił nazwę swej siedziby na Biały Dom.
- 16 października – prezydent Theodore Roosevelt zaprosił lidera czarnoskórych Amerykanów Bookera T. Washingtona do Białego Domu. Biali obywatele ze stanów południowych zareagowali gniewnie na to wydarzenie, co wzmogło przemoc rasową w tym regionie.
- 23 października – Uniwersytet Yale świętował dwustulecie swego założenia.
- 24 października – nauczycielka z Michigan Annie Taylor, spłynęła w dół wodospadu Niagara w beczce i przeżyła.
- 29 października – stracony na krześle elektrycznym został syn polskich emigrantów Leon Czolgosz, amerykański sympatyk anarchizmu i zabójca prezydenta Williama McKinleya.
- 14 listopada – austriacki lekarz Karl Landsteiner odkrył grupy krwi. Zauważył, że na czerwonych krwinkach występują dwa antygeny, od których zależy, czy transfuzja krwi odbędzie się pomyślnie, czy też zajdzie zjawisko zlepiania krwinek (aglutynacji).
- 15 listopada – Miller Reese Hutchison opatentował „acousticon”, prototyp aparatu słuchowego.
- 18 listopada – Wielka Brytania i Stany Zjednoczone osiągnęły kompromis w sprawie budowy Kanału Panamskiego.
- 27 listopada – w Pensylwanii w miejscowości Carlisle pod Harrisburgiem, została założona uczelnia wojskowa – U.S. Army War College.
- 28 listopada – nowa konstytucja stanu Alabama w USA pozbawiła prawa wyborczego czarnoskórych obywateli ze względu na brak umiejętności pisania i czytania.
- 2 grudnia – USA: King Camp Gillette opatentował maszynkę do golenia o wymiennych ostrzach.
- 3 grudnia – prezydent Theodore Roosevelt w przemówieniu do Izby Reprezentantów Stanów Zjednoczonych apelował o zaprzestanie tworzenia monopoli w gospodarce – w rozsądnych granicach.
- 10 grudnia – w Sztokholmie, w piątą rocznicę śmierci Alfreda Nobla, odbyła się pierwsza ceremonia wręczania Nagrody Nobla.
- 12 grudnia – Guglielmo Marconi przeprowadził pierwszą transatlantycką transmisję radiową. W Nowej Fundlandii w Kanadzie odebrał literę „S” nadaną alfabetem Morse’a.
- 20 grudnia – została ukończona budowa linii kolejowej łączącej Ugandę i Kenię z Mombasą nad Oceanem Indyjskim.
- 21 grudnia – ostatni wielki książę Hesji Ernest Ludwik rozwiódł się ze swą pierwszą żoną Wiktorią Melitą Koburg.
- Anglik Edward Henry(inne języki) opracował system identyfikacji osób na podstawie linii papilarnych.
- Niemcy wprowadzili na uzbrojenie miotacze ognia o współczesnej budowie.
- Pierwszą operację plastyczną twarzy (czyli korekcję skóry twarzy i szyi – facelifting) przeprowadził chirurg berliński Eugen Hollander, pacjentką była polska arystokratka.
- Parlament Wielkiej Brytanii uchwalił prawo (Factory Act) zabraniające zatrudniania dzieci poniżej 12 roku życia.
- Winston Churchill zasiadał w izbie niższej dwuizbowego parlamentu brytyjskiego – w Izbie Gmin.
- Powstała drużyna baseballowa grająca w dywizji centralnej American League – Cleveland Indians.
- Został zbudowany prototyp motocykla przedsiębiorstwa Harley-Davidson.
- Został odkryty Okapi – ssak z rodziny żyrafowatych zamieszkujący centralną Afrykę, wcześniej znany tylko miejscowym Afrykanom.
- Późniejszy współtwórca nurtu malarstwa zwanego kubizmem, Pablo Picasso, rozpoczął okres swej twórczości zwany błękitnym.

## Urodzili się
- 1 stycznia – Stanisław Tworkowski, polski duchowny katolicki, kapelan, pisarz, działacz endecki (zm. 1999)
- 2 stycznia:
  - Huang Hai-tai, tajwański artysta ludowy (zm. 2007)
  - Gerda Munck, duńska florecistka (zm. 1986)
  - Teodor Nagurski, polski ekonomista, statystyk (zm. 1973)
- 3 stycznia:
  - Cyryl, prawosławny patriarcha Bułgarii (zm. 1971)
  - Ngô Đình Diệm, prezydent Wietnamu Południowego (zm. 1963)
- 5 stycznia:
  - Cayuso González, Kandyda od NMP Anielskiej, karmelitanka miłosierdzia, męczennica, błogosławiona katolicka (zm. 1936)
  - Andrzej Czudek, polski leśnik, przyrodnik, działacz ochrony przyrody (zm. 1968)
- 6 stycznia:
  - Johanna de Boer, holenderska florecistka (zm. 1984)
  - Henryk Kubalski, polski aktor (zm. 1956)
- 7 stycznia: 
  - Kazimierz Kalicki, kawaler Virtuti Militari, zamordowany w 1940 roku przez NKWD w Charkowie
  - Romuald Pitera, polski pisarz, redaktor, działacz gospodarczy (zm. 1967)[3]
- 9 stycznia – Stanisław Dubois, polski działacz socjalistyczny (PPS) (zm. 1942)
- 14 stycznia – Bebe Daniels, amerykańska aktorka (zm. 1971)
- 15 stycznia – Julian Michał Lambor, polski hydrotechnik, hydrolog, meteorolog (zm. 1973)
- 16 stycznia:
  - Fulgencio Batista, kubański polityk (zm. 1973)
  - Laura Riding, amerykańska poetka, pisarka pochodzenia żydowskiego (zm. 1991)
  - Rösli Streiff, szwajcarska narciarka alpejska (zm. 1997)
- 17 stycznia:
  - Eliasza od św. Klemensa Fracasso, włoska karmelitanka, błogosławiona katolicka (zm. 1927)
  - Natalia Agnieszka Ogrodnik-Popowicz, polska nauczycielka i działaczka harcerska, kierowniczka odcinka sanitarnego w II i III powstaniu śląskim (zm. 1969)
- 21 stycznia – Janusz Meissner, kapitan pilot Wojska Polskiego, pisarz i dziennikarz (zm. 1978)
- 22 stycznia – Albert Hurtado Cruchaga, chilijski jezuita, święty katolicki (zm. 1952)
- 23 stycznia:
  - Modest Dobrzyński, polski dziennikarz (zm. 1984)
  - Tadeusz Moniewski, polski pedagog, działacz niepodległościowy i społeczny (zm. 1939)
- 24 stycznia – Maciej Masłowski, polski historyk sztuki (zm. 1976)
- 30 stycznia:
  - Rudolf Caracciola, niemiecki kierowca rajdowy (zm. 1959)
  - Hans Erich Nossack, niemiecki pisarz (zm. 1977)
- 1 lutego – Clark Gable, aktor amerykański (zm. 1960)
- 3 lutego – Janina Grabicka, polska lekkoatletka i wioślarka (zm. 1983)
- 6 lutego:
  - Jan Ćwikliński, polski kapitan żeglugi wielkiej (zm. 1976)
  - Wanda Prażmowska-Ivánka, polska działaczka niepodległościowa, harcmistrzyni (zm. 1944)
- 8 lutego – Janina Kurkowska-Spychajowa, polska łuczniczka (zm. 1979)
- 10 lutego – Stella Adler, amerykańska aktorka (zm. 1992)
- 14 lutego – Józef Fibich, polski robotnik rolny, kawaler Orderu Virtuti Militari (zm. ?)
- 17 lutego – Helena Sieradzka, polska nauczycielka, żołnierz AK (zm. 1998)
- 21 lutego – Albert Dupouy, francuski rugbysta, medalista olimpijski (zm. 1973)
- 22 lutego – Mira Zimińska-Sygietyńska, aktorka, piosenkarka (zm. 1997)
- 24 lutego – Kazimierz Urbaniak, polski porucznik, agent Abwehry (zm. 1927)
- 25 lutego – Zeppo Marx, amerykański komik (zm. 1979)
- 28 lutego – Linus Pauling, amerykański fizyk i chemik, noblista (zm. 1994)
- 2 marca:
  - Grete Hermann, niemiecka matematyczka i filozofka, zajmująca się mechaniką kwantową (zm. 1984)
  - Stefan Korboński, polski prawnik, publicysta, działacz ludowy, polityk, Delegat Rządu na Kraj, poseł na Sejm Ustawodawczy (zm. 1989)
- 3 marca – Maria Luiza Montesinos Orduña, hiszpańska działaczka Akcji Katolickiej, męczennica, błogosławiona katolicka (zm. 1937)
- 4 marca:
  - Kazimierz Dejunowicz, polski aktor, pedagog (zm. 1980)
  - Charles Goren, amerykański brydżysta (zm. 1991)
- 5 marca – Julian Przyboś, polski poeta dwudziestolecia międzywojennego (zm. 1970)
- 9 marca – Urban Gil Sáez, hiszpański męczennik, błogosławiony katolicki (zm. 1936)
- 12 marca – Zdzisława Bytnarowa, polska pedagog, podporucznik AK, uczestniczka powstania warszawskiego (zm. 1994)
- 14 marca – Józef Berger, polski duchowny ewangelicki, teolog, działacz społeczny i polityczny na Zaolziu okresu Pierwszej Republiki Czechosłowackiej i II RP (zm. 1962)
- 16 marca:
  - Alexis Chantraine, belgijski piłkarz, trener (zm. 1987)
  - Bolesław Wit-Święcicki, polski dziennikarz, polityk (zm. 1976)
- 17 marca:
  - Alexandre Bioussa, francuski rugbysta, medalista olimpijski (zm. 1966)
  - Wojciech Czerwiński, polski pedagog (zm. 1956)
  - Alfred Newman, amerykański kompozytor filmowy (zm. 1970)
  - Piotr Perkowski, polski kompozytor i pedagog (zm. 1990)
- 20 marca – Adam Vetulani, polski historyk prawa (zm. 1976)
- 21 marca:
  - Karl Arnold, niemiecki polityk (zm. 1958)
  - Jerzy Marr, polski aktor (zm. 1962)
- 24 marca – Ub Iwerks, amerykański rysownik, współtwórca Myszki Miki (zm. 1971)
- 27 marca:
  - Carl Barks, amerykański rysownik, twórca wielu postaci ze świata Kaczora Donalda (zm. 2000)
  - Erich Ollenhauer, niemiecki polityk (zm. 1963)
  - Eisaku Satō, japoński premier, noblista (zm. 1975)
- 29 marca – Ewen Montagu, brytyjski oficer wywiadu, pisarz i sędzia (zm. 1985)
- 1 kwietnia – Whittaker Chambers, amerykański szpieg (zm. 1961)
- 4 kwietnia – Norman Cleaveland, amerykański sportowiec, medalista olimpijski (zm. 1997)
- 6 kwietnia:
  - Piotr Jerzy Frassati, włoski tercjarz dominikański, błogosławiony katolicki (zm. 1925)
  - Marian Hemar, pisarz i satyryk (zm. 1972)
- 9 kwietnia – Stanisław Wigura, konstruktor i pilot lotnictwa (zm. 1932)
- 10 kwietnia:
  - George Dixon, amerykański sportowiec, medalista olimpijski (zm. 1991)
  - Anna Kavan, brytyjska pisarka, malarka (zm. 1968)
- 11 kwietnia – Halina Stabrowska, polska działaczka społeczna (zm. 1943)
- 13 kwietnia – Jacques Lacan, francuski psychiatra i psychoanalityk (zm. 1981)
- 14 kwietnia – Josep Planas, hiszpański piłkarz, trener (zm. 1977)
- 17 kwietnia – Bernard Carp, holenderski żeglarz, medalista olimpijski (zm. 1966)
- 27 kwietnia – Antoni Spyra, polski działacz społeczny, rzemieślnik, twórca ludowy (zm. 1975)
- 29 kwietnia – Hirohito, japoński cesarz (zm. 1989)
- 30 kwietnia – Simon Kuznets, amerykański ekonomista (zm. 1985)
- 1 maja – Gryzelda Missalowa, polska historyk, wykładowczyni akademicka (zm. 1978)
- 2 maja:
  - Willi Bredel, niemiecki pisarz (zm. 1964)
  - Chiyo Miyako, japońska superstulatka od 21 kwietnia 2018 najstarsza osoba żyjąca na świecie (zm. 2018)
- 3 maja – Zofia Radwańska-Paryska, polska botaniczka, taterniczka, pisarka (zm. 2001)
- 4 maja – Roman Kanafoyski, polski komandor porucznik, uczestnik wojny polsko-bolszewickiej i II wojny światowej (zm. 1947)
- 7 maja – Gary Cooper, amerykański aktor filmowy (zm. 1961)
- 11 maja – Rose Ausländer, żydowska poetka (zm. 1988)
- 13 maja – Witold Pilecki, polski wojskowy (zm. 1948)
- 17 maja – Werner Egk, niemiecki kompozytor (zm. 1983)
- 18 maja – Vincent du Vigneaud, amerykański biochemik, noblista (zm. 1978)
- 20 maja – Max Euwe, holenderski szachista (zm. 1981)
- 22 maja:
  - Deogracias Palacios, hiszpański augustianin, męczennik, błogosławiony katolicki (zm. 1936)
  - Dagmar Salén, szwedzka żeglarka, medalistka olimpijska (zm. 1980)
  - Eleonora Słobodnikowa, polska tłumaczka, żona poety Włodzimierza Słobodnika (zm. 1986)
- 24 maja:
  - Franciszka Ksawera Maria Fenollosa Alcaina, hiszpańska męczennica, błogosławiona katolicka (zm. 1936)
  - Wanda Kwaśniewska, polska lekkoatletka (zm. 1968)
- 26 maja – Dominik Iturrate Zubero, baskijski trynitarz, błogosławiony katolicki (zm. 1927)
- 27 maja – Jerzy Kahané, polski duchowny luterański na Górnym Śląsku i Pomorzu, redaktor prasy kościelnej (zm. 1941)
- 30 maja – Clelia Gatti Aldrovandi, wybitna włoska harfistka (zm. 1989)
- 1 czerwca – Antoni Gąsiorowski, żołnierz Armii Krajowej, uczestnik Akcji Bollwerk (zm. 1943)
- 12 czerwca – Jan Bartecki, polski pedagog (zm. 1967)
- 15 czerwca – Étienne Piquiral, francuski rugbysta, medalista olimpijski (zm. 1945)
- 18 czerwca – Anastazja (księżniczka rosyjska) (zm. 1918)
- 23 czerwca – Otto Heckmann, niemiecki astronom (zm. 1983)
- 24 czerwca – Harry Partch, amerykański kompozytor (zm. 1974)
- 26 czerwca:
  - Leon Raszeja, polski prawnik, polityk, prezydent Torunia (zm. 1939)
  - Stuart Symington, amerykański polityk, senator ze stanu Missouri (zm. 1988)
- 29 czerwca:
  - Nelson Eddy, amerykański piosenkarz i aktor (zm. 1967)
  - Piotr Osiadły, sierżant Wojska Polskiego, odznaczony Orderem Virtuti Militari (zm. 1920)
- 30 czerwca – Erik Mellbin, szwedzki żeglarz, medalista olimpijski (zm. 1955)
- 3 lipca – Józefa Monrabal, hiszpańska zakonnica, męczennica, błogosławiona katolicka (zm. 1936)
- 4 lipca – Władysław Bobiński, polski generał brygady (zm. 1975)
- 5 lipca:
  - Ermenegildo Florit, włoski duchowny katolicki, arcybiskup Florencji, kardynał (zm. 1985)
  - Piotr Martret Moles, hiszpański duchowny katolicki, męczennik, błogosławiony (zm. 1936)
- 7 lipca:
  - Vittorio De Sica, włoski reżyser i aktor, przedstawiciel włoskiego neorealizmu (zm. 1974)
  - Eiji Tsuburaya, japoński reżyser filmowych efektów specjalnych, twórca licznych japońskich filmów science-fiction (zm. 1970)
- 8 lipca – Andrzej Honowski, polski filmowiec, żołnierz AK (zm. 1943)
- 9 lipca – Barbara Cartland, amerykańska pisarka (zm. 2000)
- 17 lipca – Bruno Jasieński, pisarz i poeta futurystyczny (zm. 1938)
- 18 lipca:
  - Stanisław Mikołajczyk, działacz ruchu ludowego (zm. 1966)
  - Franciszek Moskwa, kupiec, kolekcjoner, bibliofil rzeszowski (zm. 1981)
- 20 lipca – Helena Gruszecka, polska aktorka pochodzenia żydowskiego (zm. 1982)
- 26 lipca – Richard Hyland, amerykański sportowiec, medalista olimpijski (zm. 1981)
- 30 lipca – John A. Carroll, amerykański polityk, senator ze stanu Kolorado (zm. 1983)
- 31 lipca – Jean Dubuffet, francuski malarz (zm. 1985)
- 2 sierpnia – Ignatius Kung Pin-mei, chiński duchowny katolicki, biskup Suzhou, biskup Szanghaju, administrator apostolski diecezji Suzhou i archidiecezji nankińskiej, kardynał (zm. 2000)
- 3 sierpnia:
  - Friedrich-Wilhelm Krummacher, niemiecki teolog, a od 1955 do 1972 roku biskup Pomorskiego Kościoła Ewangelickiego (zm. 1974)
  - John C. Stennis, amerykański polityk, senator ze stanu Missisipi (zm. 1995)
  - Stefan Wyszyński, prymas Polski, kardynał (zm. 1981)
- 4 sierpnia – Louis Armstrong, amerykański trębacz jazzowy (zm. 1971)
- 5 sierpnia:
  - Claude Autant-Lara, francuski reżyser filmowy (zm. 2000)
  - Witold Czerwiński, polski ekonomista, prawnik, działacz emigracyjny, przewodniczący Egzekutywy Zjednoczenia Narodowego (zm. 1982)
  - Thomas John Ryan, amerykański kontradmirał (zm. 1970)
- 8 sierpnia – Ernest Orlando Lawrence, amerykański fizyk, noblista (zm. 1958)
- 14 sierpnia – Håkon Bryhn, norweski żeglarz, medalista olimpijski (zm. 1968)
- 18 sierpnia – Jean Guitton, francuski filozof i teolog (zm. 1999)
- 20 sierpnia – Salvatore Quasimodo, włoski poeta, krytyk teatralny (zm. 1968)
- 25 sierpnia – Michał Gołdys, polski działacz komunistyczny, partyzant sowiecki, oficer UB (zm. 1967)
- 27 sierpnia – Jean Etcheberry, francuski rugbysta, medalista olimpijski (zm. 1982)
- 30 sierpnia – Henryk Luft-Lotar – polski reżyser i aktor teatralny żydowskiego pochodzenia (zm. 1979)
- 1 września – Jerzy Bronisław Braun, pisarz, działacz polityczny, poeta, dramaturg, krytyk literacki, publicysta, scenarzysta, filozof (zm. 1975)
- 3 września – Antoni Falkiewicz, internista, kardiolog, drugi rektor Akademii Medycznej we Wrocławiu (zm. 1977)
- 12 września:
  - Ben Blue, kanadyjski aktor i komik (zm. 1975)
  - Liduina Meneguzzi, włoska salezjanka, misjonarka, błogosławiona katolicka (zm. 1941)
- 14 września – Alex James, szkocki piłkarz (zm. 1953)
- 22 września:
  - Nadieżda Alliłujewa, Rosjanka, druga żona Józefa Stalina (zm. 1932)
  - Charles Brenton Huggins, amerykański chirurg i fizjolog pochodzenia kanadyjskiego, laureat Narody Nobla w dziedzinie medycyny w 1966 (zm. 1997)
- 23 września – Jaroslav Seifert, czeski poeta, noblista (zm. 1986)
- 29 września:
  - Enrico Fermi, włoski fizyk, noblista (zm. 1954)
  - Lanza del Vasto, włoski filozof, poeta, artysta (zm. 1981)
- 30 września – Maria Hadera, polska pielęgniarka, sanitariuszka (zm. 1991)[4][5]
- 1 października – Stanisława Przybyszewska, polska dramatopisarka i powieściopisarka (zm. 1935)
- 3 października:
  - Linn Farish, amerykański żołnierz, geolog i sportowiec, medalista olimpijski (zm. 1944)
  - Arvid Laurin, szwedzki żeglarz, medalista olimpijski (zm. 1998)
- 7 października – Souvanna Phouma, laotański polityk (zm. 1984)
- 10 października – Alberto Giacometti, szwajcarski rzeźbiarz (zm. 1966)
- 21 października – Joseph S. Clark, amerykański polityk, senator ze stanu Pensylwania (zm. 1990)
- 23 października – Konstanty Narkiewicz-Jodko, polski podróżnik, taternik, alpinista, polarnik, doktor fizyki (zm. 1963)
- 24 października – Gilda Gray, amerykańska aktorka pochodzenia polskiego (zm. 1959)
- 26 października – Artur Ros Montalt, hiszpański działacz Akcji Katolickiej, męczennik, błogosławiony katolicki (zm. 1936)
- 29 października – Ana Vela-Rubio, hiszpańska superstulatka (zm. 2017)
- 3 listopada:
  - André Malraux, pisarz francuski (zm. 1976)
  - Leopold III, król Belgów (zm. 1983)
- 10 listopada – Alfons Karny, polski rzeźbiarz (zm. 1989)
- 12 listopada – Juliusz Gardan, polski reżyser i scenarzysta filmowy (zm. 1944)
- 18 listopada – George Gallup, amerykański socjolog, badacz opinii publicznej (zm. 1984)
- 20 listopada:
  - José Leandro Andrade, urugwajski piłkarz (zm. 1957)
  - Nâzım Hikmet, turecki pisarz (zm. 1963)
- 22 listopada:
  - Joaquín Rodrigo, kompozytor hiszpański (zm. 1999)
  - Józef Lejtes, reżyser filmowy (zm. 1983)
- 25 listopada – Adele Kern, niemiecka śpiewaczka operowa (zm. 1980)
- 26 listopada – Ernst Borinski, niemiecki prawnik i socjolog pochodzenia żydowskiego, przyczynił się do zniesienia praw Jima Crowa w USA (zm. 1983)
- 29 listopada:
  - Henryk Stamatello, polski inżynier dróg i mostów pochodzenia włoskiego (zm. 1997)
  - Franciszek Kotowski, polski konstruktor lotniczy, pilot, szybownik (zm. 1970)
- 3 grudnia – Mildred Wiley, amerykańska lekkoatletka, skoczkini wzwyż (zm. 2000)
- 5 grudnia:
  - Walt Disney, amerykański reżyser i producent filmowy (zm. 1966)
  - Werner Karl Heisenberg, niemiecki fizyk, laureat Nagrody Nobla (zm. 1976)
  - Hanns Jelinek, austriacki kompozytor i teoretyk muzyki (zm. 1969)
  - Jakub Mowszowicz, polski botanik, profesor Uniwersytetu Łódzkiego (zm. 1983)
- 6 grudnia:
  - Aleksandra Królikowska-Skotnicka, polska aktorka (zm. 1994)
  - Marian Wojciechowski, polski działacz komunistyczny (zm. 1963)
- 9 grudnia – Ödön von Horváth, austriacki dramatopisarz i prozaik (zm. 1938)
- 14 grudnia:
  - Paweł I Glücksburg, król Grecji (zm. 1964)
  - Berthold Lubetkin, brytyjski architekt rosyjskiego pochodzenia (zm. 1990)
  - Kazimierz Michałowski, polski archeolog i historyk sztuki (zm. 1981)
  - Feliks Stamm, polski trener bokserski (zm. 1976)
- 16 grudnia – Margaret Mead, amerykańska socjolog (zm. 1978)
- 18 grudnia – Rut Haktin, izraelska polityk (zm. 1991)
- 19 grudnia:
  - Rudolf Hell, niemiecki wynalazca (zm. 2002)
  - Oliver La Farge, amerykański pisarz i etnolog, laureat Nagrody Pulitzera z 1930 (zm. 1963)
- 20 grudnia – Teofila Koronkiewicz, polska aktorka (zm. 1985)
- 21 grudnia – Robin Irvine, brytyjski aktor filmowy i teatralny (zm. 1933)
- 23 grudnia – Szczepan Sobalkowski, polski duchowny katolicki, biskup pomocniczy kielecki (zm. 1958)
- 25 grudnia – Alicja Christabel Montagu-Douglas-Scott, księżna Gloucester (zm. 2004)
- 26 grudnia – Grigorij Rimski-Korsakow, rosyjski kompozytor, teoretyk muzyki i akustyk (zm. 1965)
- 27 grudnia:
  - Marlene Dietrich, niemiecka aktorka (zm. 1992)
  - Jan Gawlas, polski kompozytor, pedagog i organista (zm. 1965)
- 29 grudnia – Emanuel Löffler, czechosłowacki gimnastyk (zm. 1986)
- 30 grudnia – Bronisław Dardziński, polski aktor (zm. 1971)
- 31 grudnia – Karl-August Fagerholm, premier Finlandii (zm. 1984)

## Zmarli
- 15 stycznia – Josif Hurko, generał-gubernator Warszawy (ur. 1828)
- 16 stycznia – Arnold Böcklin, szwajcarski malarz (ur. 1827)
- 21 stycznia – Elisha Gray, amerykański wynalazca (ur. 1835)
- 22 stycznia – Wiktoria, królowa brytyjska (ur. 1819)
- 27 stycznia – Giuseppe Verdi, włoski kompozytor operowy (ur. 1813)
- 1 lutego – Karl Kolbenheyer, niemiecki nauczyciel, działacz turystyczny Beskidenvereinu, badacz Tatr (ur. 1841)
- 3 lutego – Yukichi Fukuzawa (jap. 福沢諭吉), japoński pisarz, pedagog, tłumacz, przedsiębiorca i politolog, założył Uniwersytet Keiō (ur. 1835)
- 17 lutego – Ethelbert Nevin, amerykański pianista i kompozytor (ur. 1862)
- 25 lutego – Wojciech Gerson, polski malarz (ur. 1831)
- 26 lutego – Lucyna Ćwierczakiewiczowa, polska autorka książek kucharskich, publicystka (ur. 1829)
- 8 marca – Aleksander Gierymski, polski malarz (ur. 1850)
- 13 marca – Benjamin Harrison, prezydent USA (ur. 1833)
- 29 kwietnia – Izaak Mikołaj Isakowicz, zwany Złotoustym, arcybiskup lwowski obrządku ormiańskiego, polski patriota (ur. 1824)
- 1 maja – Christian Maclagan, szkocka archeolog i antykwariuszka (ur. 1811)
- 21 maja – Joseph Olivier, francuski rugbysta, medalista olimpijski (ur. 1874)
- 24 maja – Ludwik Zefiryn Moreau, kanadyjski biskup katolicki, błogosławiony (ur. 1824)
- 5 czerwca – Dagny Juel, norweska pisarka (ur. 1867)
- 7 lipca – Johanna Spyri, szwajcarska pisarka, autorka m.in. powieści Heidi (ur. 1827)
- 5 sierpnia – Wiktoria Koburg, cesarzowa niemiecka (ur. 1840)
- 12 sierpnia – Adolf Erik Nordenskiöld, baron, szwedzki geolog, mineralog (ur. 1832)
- 9 września – Henri Toulouse-Lautrec francuski malarz i grafik (ur. 1864)
- 14 września – William McKinley, prezydent USA (ur. 1843)
- 18 września – Gustaw Adolf Gebethner, polski księgarz i wydawca (ur. 1831)
- 14 października – Marceli Nencki, polski lekarz, fizjolog, chemik, uczestnik powstania styczniowego (ur. 1847)
- 17 października – Michał Bałucki, polski powieściopisarz i komediopisarz (ur. 1837)
- 29 października – Leon Czolgosz, anarchista, zabójca prezydenta McKinleya (ur. 1873)
- 15 listopada – Edward Gorazdowski, polski drzeworytnik (ur. 1843)
- 22 listopada:
  - Aleksandr Kowalewski, rosyjski zoolog i embriolog polskiego pochodzenia (ur. 1840)
  - Tomasz Reggio, arcybiskup Genui, błogosławiony katolicki (ur. 1818)
- 30 listopada – Edward John Eyre, angielski odkrywca (ur. 1815)
- 17 grudnia – Józef Manyanet i Vives, hiszpański duchowny katolicki, święty (ur. 1833)

## Zdarzenia astronomiczne
- 18 maja – całkowite zaćmienie Słońca

## Nagrody Nobla
- z fizyki – Wilhelm Conrad Röntgen
- z chemii – Jacobus Henricus van ’t Hoff
- z medycyny – Emil von Behring
- z literatury – Sully Prudhomme
- nagroda pokojowa – Jean Henri Dunant, Frédéric Passy

## Katolickie święta ruchome
- Tłusty czwartek: 14 lutego
- Ostatki: 19 lutego
- Popielec: 20 lutego
- Niedziela Palmowa: 31 marca
- Pamiątka śmierci Jezusa Chrystusa: 3 kwietnia
- Wielki Czwartek: 4 kwietnia
- Wielki Piątek: 5 kwietnia
- Wielka Sobota: 6 kwietnia
- Wielkanoc: 7 kwietnia
- Poniedziałek Wielkanocny: 8 kwietnia
- Wniebowstąpienie Pańskie: 16 maja
- Zesłanie Ducha Świętego: 26 maja
- Boże Ciało: 6 czerwca